# Francesco Ciccotti Scozzese
Francesco Ciccotti Scozzese, nato Francesco Ciccotti (Palazzo San Gervasio, 28 aprile 1880 – Buenos Aires, 14 settembre 1937), è stato un giornalista e politico italiano.

## Biografia
Nato da Michele e Maria Teresa Barile, piccoli proprietari terrieri, e parente di illustri rappresentanti socialisti della Basilicata, Ettore Ciccotti e Raffaello Pignatari, in giovane età si iscrisse al Partito Socialista Italiano e promosse attività di protesta in Basilicata e Puglia. Dopo aver cambiato legalmente il suo cognome in Ciccotti Scozzese (nonostante nei suoi articoli si firmasse sempre con il nome di battesimo), nel 1901 fu inviato ad Orvieto per dirigere Federazione Socialista e Unione Popolare, organi interni del partito e per continuare a sollecitare gli scioperi.
Si spostò, in seguito, a Livorno per amministrare la Camera del Lavoro e poi a Trieste per dirigere Il Lavoratore, giornale dei socialisti triestini. Dopo una permanenza a Venezia, dirigendo il quotidiano Il Giornaletto.
Ciccotti entrò a far parte della corrente socialista "integralista", che faceva capo ad Oddino Morgari, che divenne segretario del PSI il 10 ottobre 1906, e si trasferì a Roma per collaborare come redattore de L'Avanti! ed altre testate come Rivista d'Italia e Il Viandante. Fondò Liberissima, testata polemica nei confronti del governo giolittiano e che ospitò articoli di giornalisti e politici come Ettore Ciccotti, Giuseppe de Felice Giuffrida, Tomaso Monicelli; e il settimanale La Polemica.
Ad ottobre del 1911 si recò in Romagna dove rimase sino al marzo dell'anno successivo. Qui diresse "La Lotta di Classe", in sostituzione di Benito Mussolini, in carcere per le manifestazioni contro la guerra di Libia. A luglio, nel congresso socialista di Reggio Emilia non seguì Leonida Bissolati nella scissione, restando nel PSI. Nel 1914, ad Ancona, al XIV Congresso socialista sostenne la posizione intransigente, redigendo un ordine del giorno di approvazione delle relazioni della direzione del partito e del direttore dell'Avanti!, Mussolini.
Nel 1919 fu eletto deputato per il collegio di Perugia e sostenne il governo Nitti. Nel frattempo sorse una rivalità tra Ciccotti e Benito Mussolini, ex collega ai tempi dell'Avanti! e dal novembre 1914 direttore de Il Popolo d'Italia: il futuro duce lo criticò con pesanti parole, accusandolo di servilismo nei confronti di Nitti (a sua volta chiamato "Cagoja", col soprannome datogli da Gabriele D'Annunzio) e insultandolo come «lercio basilisco». L'attrito provocò un duello tra i due, tenutosi a Livorno, che fu interrotto al quattordicesimo assalto a causa di una crisi cardiaca che colpì Ciccotti.
Con l'avvento del fascismo proseguì l'attività di opposizione: si segnala tra coloro che svolsero infruttuosamente le ricerche del cadavere di Matteotti a Grottarossa, all'indomani del primo sopralluogo indipendente svolto dal figlio Sigfrido sul luogo del rapimento, al Lungotevere Arnaldo da Brescia.
Dopo le continue aggressioni squadriste, Ciccotti fu costretto ad esiliare a Parigi nel 1924, ove si diede ad attività antifasciste, che gli costarono la privazione della cittadinanza italiana e la confisca dei beni. Trasferitosi poi ad Agen, vicino a Tolosa, fu a capo del Partito Socialista Unitario dei Lavoratori Italiani (PSULI) e collaborò con Luigi Campolonghi, Ferdinando Bosso ed Alceste de Ambris nella Lega Internazionale dei Diritti dell'Uomo (LIDU) e nella Concentrazione Antifascista.
Inoltre collaborò con giornali francesi come Dépêche e Midi Socialiste, ove non mancarono le critiche di Ciccotti verso il re Vittorio Emanuele III, accusato di acquiescenza verso il fascismo. A causa di attriti con altri esuli antifascisti, emigrò a Buenos Aires nel 1930, dove venne ben accolto dagli emigrati politici italiani e dalla sinistra argentina e dove iniziò a collaborare con i giornali sia italiani che autoctoni. Nel 1932 riottenne la cittadinanza italiana ma preferì rimanere in Argentina, dove si spense nel 1937.